# Dmytro Pyltschykow

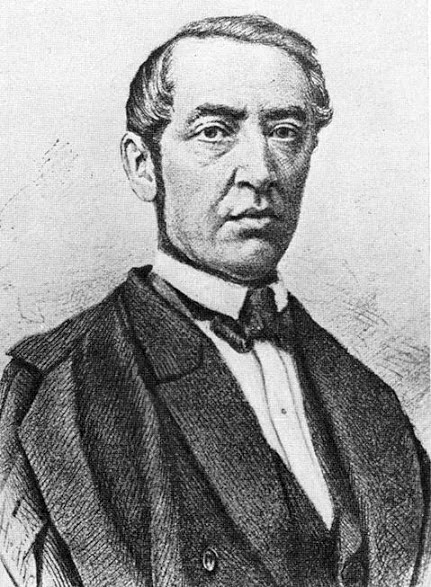
Dmytro Pyltschykow

Dmytro Pawlowytsch Pyltschykow (ukrainisch Дмитро Павлович Пильчиков; * 26. Oktoberjul. / 7. November 1821greg. im Gouvernement Cherson, Russisches Kaiserreich; † 5. Oktoberjul. / 17. Oktober 1893greg. in Charkow, Gouvernement Charkow, Russisches Kaiserreich) war ein ukrainischer politischer und kultureller Aktivist.

## Leben
Dmytro Pyltschykow studierte bis 1843 an der Fakultät für Geschichte und Philologie der St.-Wladimir-Universität in Kiew, an der er im Anschluss an sein Studium als Assistenzbibliothekar tätig war. 
1846 lernte er Taras Schewtschenko kennen und wurde Mitglied der Kyrill-und-Method-Bruderschaft. Zwischen 1846 und 1864 war er Lehrer am Poltawa-Kadettenkorps.
In den 1860er und 1870er Jahren nahm er aktiv an der nationaldemokratischen Bewegung teil, förderte die ukrainische Sprache und Kultur und war Mitglied der Hromada in Poltawa. Ab 1870 stand er mit den leitenden galizischen Kultur- und Politikaktivisten sowie mit Mychajlo Drahomanow in Kontakt. 
1873 war er in Lemberg einer der Gründer der Literarischen Schewtschenko-Gesellschaft, aus der später die Wissenschaftliche Gesellschaft Schewtschenko hervorging. 
Dmytro Pyltschykow starb 1893 71-jährig in Charkow. Er war der Vater des Physikers Mykola Pyltschykow (1857–1908).